# 丘吉尔兄弟体育俱乐部
丘吉尔兄弟体育俱乐部（Churchill Brothers SC）是印度足球俱乐部，位于果阿，萨塞提，俱乐部建成于1988年。球队属於印度足球系统最高级别的印度足球甲級聯賽参赛俱乐部。球队的主体育场是法托達體育場。
球队是果阿邦最成功的德球队之一，曾经赢得过六次果阿联赛的冠军，最近的一次是2001年。在2004–05赛季球队由于战绩不佳而降级。
球队的球星球员有 George Ekeh 和 Odafe Okolie，俱乐部赞助商为可口可乐。

## 球隊榮譽
- 印度足球甲級聯賽: 1

2008/09
- 杜蘭盃: 2

2007, 2009
- 印度盾杯: 1

2009

## 亞足聯賽事
- 亞足聯冠軍聯賽: 2次

2002-03: 外圍賽出局
2010: 外圍賽出局
- 亞洲球會錦標賽: 1次

1997-98: 第一輪

## 外部资料
- Churchill Brothers SC（页面存档备份，存于）